# Kościół św. Jana Chrzciciela w Sielsku
Kościół św. Jana Chrzciciela w Sielsku – katolicki kościół parafialny zlokalizowany we wsi Sielsko w gminie Węgorzyno, w powiecie łobeskim (województwo zachodniopomorskie).

## Historia i architektura
Kościół został zbudowany w XVI wieku, murowany jest z kamieni narzutowych. Sytuowany jest na planie czworoboku, nawę nakrywa dwuspadowy dach. W 1705 roku budowla została otynkowana, co upamiętnia inskrypcja „Anno 1705”, umieszczona w szczycie ściany wschodniej. W XVIII wieku od strony zachodniej została dostawiona drewniana, czworokątna wieża, nakryta barokowym hełmem. Przy południowej ścianie nawy znajduje się dobudówka mieszcząca zakrystię, która zakryła pierwotnie znajdujący się w tym miejscu portal wejściowy. Obecne wejście znajduje się w wieży. W ścianie wschodniej znajdują się okna zakończone łukiem odcinkowym i obramowane cegłą, jej szczyt ozdobiony jest trzema uskokowymi blendami.
Wnętrze kościoła nakrywa drewniany, belkowany strop, ozdobiony malowidłami. Nad wejściem znajduje się wsparta na rzeźbionych filarach empora, na której umieszczone są zamontowane w 1966 roku organy. W prezbiterium zachowało się sakrarium w formie niszy, druga nisza umieszczona jest w ścianie południowej. Zachowała się także XVI-wieczna ambona i chrzcielnica.
Po II wojnie światowej kościół został konsekrowany jako świątynia katolicka w 1945 roku. Wezwanie świątyni zostało przeniesione przez polskich osadników przybyłych z Kuropatnik z tamtejszego kościoła. 
Obok kościoła ustawiona jest wolnostojąca dzwonnica kryta dwuspadowym daszkiem, na której zawieszone są dwa dzwony, z XVI i XX wieku. W pobliżu znajduje się pomnik upamiętniający poległych w I wojnie światowej. W 2002 roku został odsłonięty również pomnik ku czci pomordowanych w II wojnie światowej mieszkańców Kuropatnik.